# Samariscus longimanus
Samariscus longimanus är en fiskart som beskrevs av Norman 1927. Samariscus longimanus ingår i släktet Samariscus och familjen Samaridae. Inga underarter finns listade i Catalogue of Life.